# 舎羅
舎羅（しゃら、生没年不詳）は、江戸時代の俳人である。榎本氏。

## 人物
大坂生まれ。後に剃髪した。空草庵、桃々坊、百々斎、その他の号がある。俳諧は之道諷竹の手引きによる。貧困と風雅とに名を得たと言われた。妻と娘と暮らしていた。ある日、盗賊に入られ、しかし盗むべき物さえなく、盃をひとつ盗まれた時の句に、
ぬす人も 酒がなるやら 朧月
松尾芭蕉が、大坂で最期の床に就いた時、看護師代わりになって汚れ物の始末までした。去来は、「人々にかかる汚れを耻給へば、座臥のたすけとなるもの呑舟と舎羅也、これは之道が貧しくして有ながら彼が門人ならば他ならずとて、召して介抱の便とし給ふ」（「枯尾華」）と書いている。著書に「麻の実」、「柴橋」、「荒小田」など。「手も出さで机に向ふ寒さ哉」。